# Weisshorn

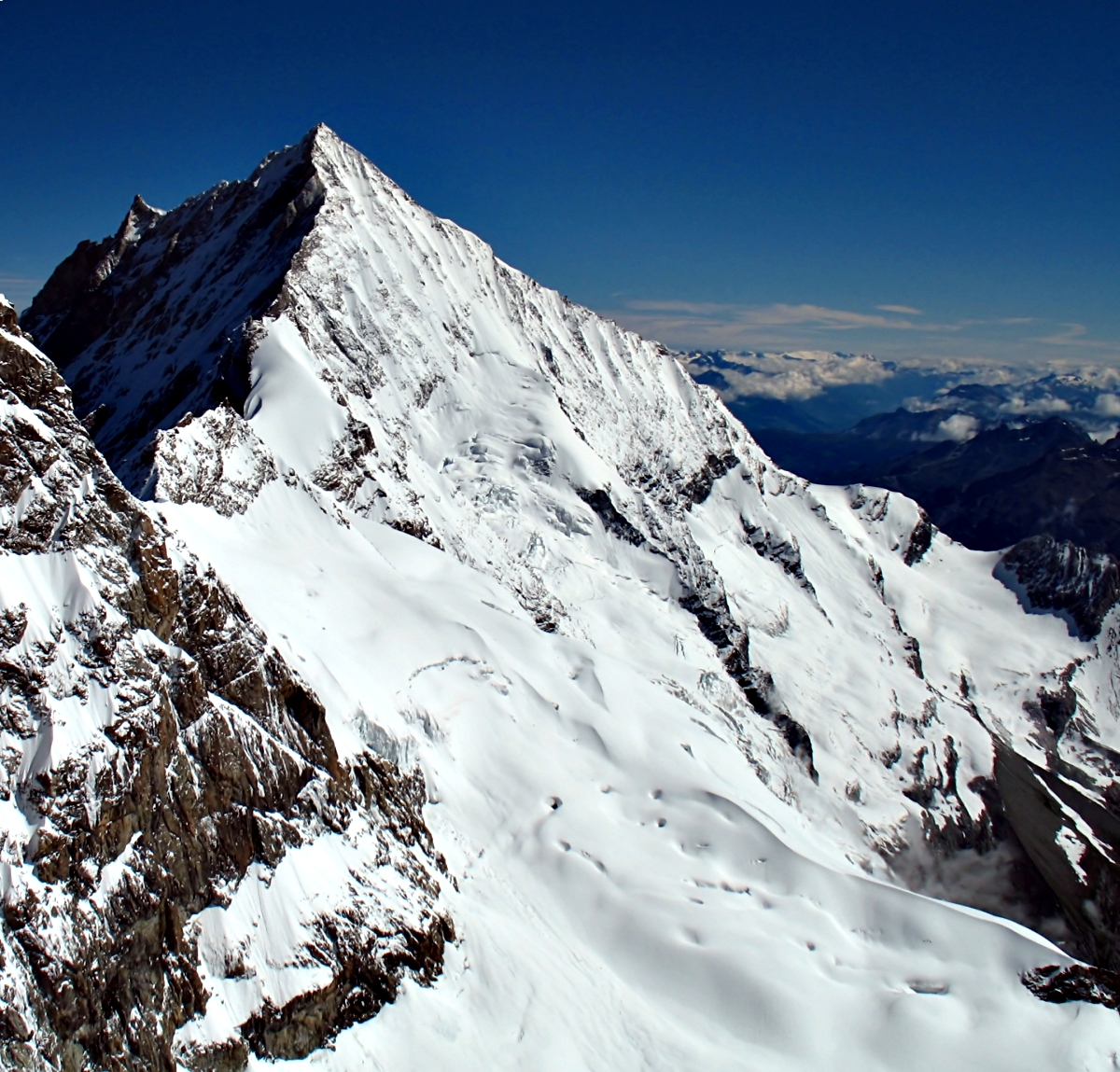
Weisshorn z jihu

Weisshorn je 4505 m vysoká hora ve Walliských Alpách, vypínající se na východě nad údolím Mattertal nad Randou, na západě nad dolinou Val d'Anniviers ve Švýcarsku. Weisshorn má tvar dosti pravidelné trojhranné pyramidy, tvořené třemi ostrými hřebeny a strmými stěnami.
Weisshorn je pátou nejvyšší horou Švýcarských Alp, a bývá označován za jednu z nejkrásnějších hor Alp vůbec – v tomto ohledu je srovnáván i s Matterhornem, i když není tak známý. Kromě tvaru alpinisté na Weisshornu oceňují také relativně dobrou kvalitu skály na klasických výstupových cestách, které vedou hřebeny.

## Historie
První výstup na Weisshorn se zdařil 19. srpna 1861 Johnu Tyndallovi s vůdci J. J. Bennenem a Ulrichem Wengerem východním hřebenem, který je dodnes normální cestou. V srpnu roku 1888 při výstupu západní stěnou Weisshornu zahynul ve věku 18 let německý horolezec Georg Winkler.

## Klasické cesty
Východní hřeben
- Obtížnost: AD, skalní lezení III UIAA (místa), I-II, firnové svahy do 40–50°
- Délka: 7 hodin (pro zdatné horolezce za optimálních podmínek)
- Východisko: Weisshornhütte (2932 m)

Severozápadní hřeben
- Obtížnost: AD+, skalní lezení III+ UIAA, kombinovaný sněholedový terén
- Délka: 8 hodin
- Východisko: Cabane de Tracuit (3256 m)

Jihozápadní hřeben (Schaligrat)
- Obtížnost: D, skalní lezení IV UIAA (místa), za dobrých podmínek relativně bez ledu
- Délka: 5 hodin
- Východisko: Schalijochbiwak (3780 m)